# Aydın Yılmaz
Aydin Yilmaz (Istanbul, 29 gennaio 1988) è un ex calciatore turco, di ruolo centrocampista.

## Carriera

### Club
Ha segnato il gol vincente per il Galatasaray contro il Konyaspor dopo essere entrato come sostituto per il suo debutto nella Süper Lig.
Il 3 settembre 2007 è stato prestato al Manisaspor, ma non è riuscito a trovare un posto in prima squadra; è ritornato al Galatasaray brevemente nel dicembre 2007 e poi è stato prestato all'Istanbul B.B..
Aydin è cresciuto calcisticamente nel Galatasaray PAF, la squadra giovanile del Galatasaray. Il 4 giugno 2008 ha firmato un contratto della durata di 5 anni con la sua squadra, il Galatasaray.

### Nazionale
Ha giocato per la nazionale turca Under-17, che arrivò quarta ai campionati giovanili del mondo del 2005 in Perù.
Il 4 ottobre 2008 è stato convocato nella nazionale turca per giocare contro la Bosnia e l'Estonia.

## Palmarès

### Club

#### Competizioni nazionali
- Campionato turco: 3

Galatasaray: 2005-2006, 2007-2008, 2011-2012
- Supercoppa di Turchia: 3

Galatasaray: 2008, 2012, 2013